# Gyeongjong
Gyeongjong av Korea, född 1688, död 1724, var en koreansk monark. Han var kung av Korea 1720–1724.  Han var son till kung Sukjong och Hui-bin Jang. Han var gift med Danui och Seonui. Han avled barnlös och efterträddes av sin bror. 